# Tajuria mantra
Tajuria mantra är en fjärilsart som beskrevs av Felder 1860. Tajuria mantra ingår i släktet Tajuria och familjen juvelvingar. Inga underarter finns listade i Catalogue of Life.

## Bildgalleri

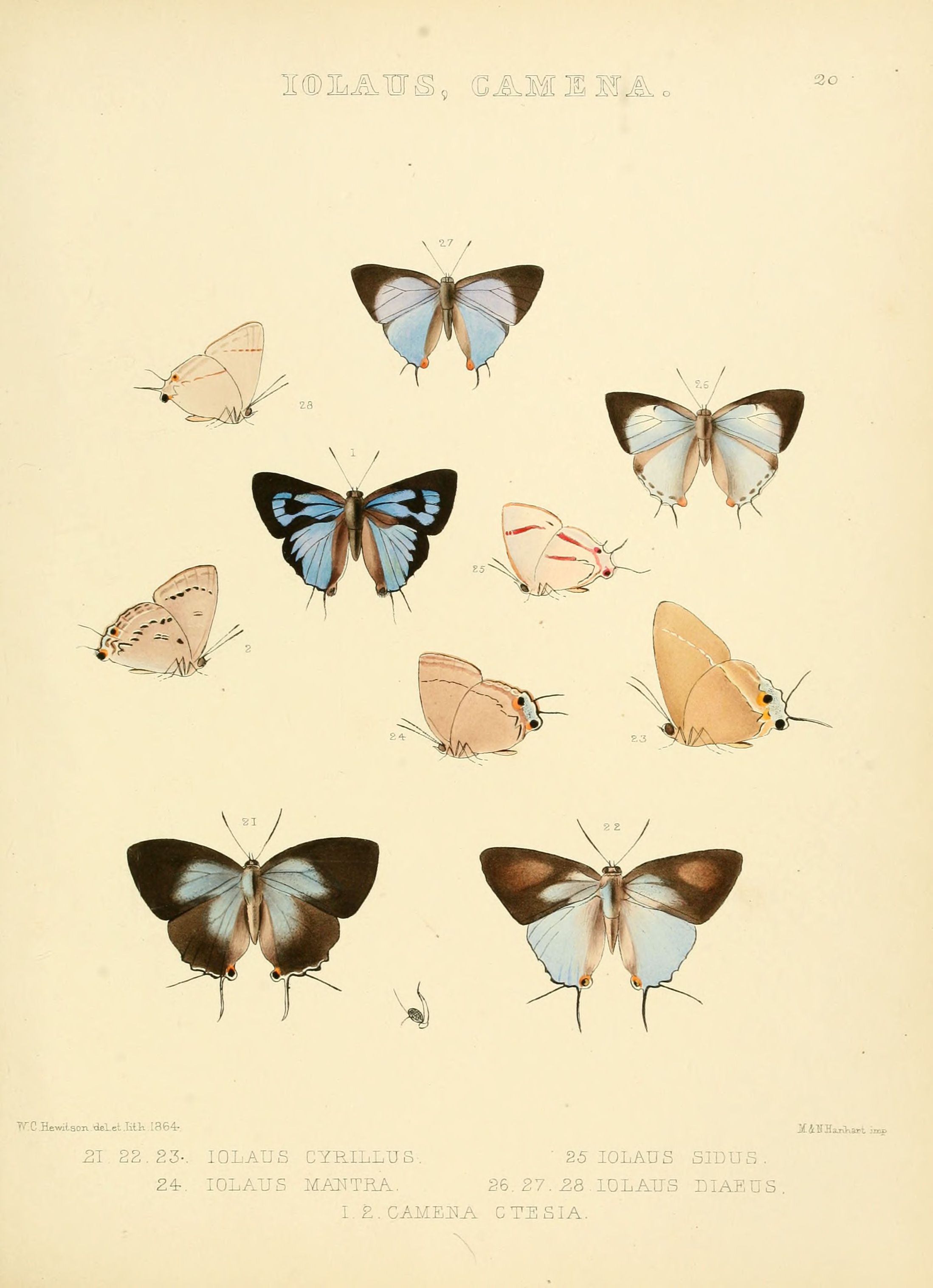
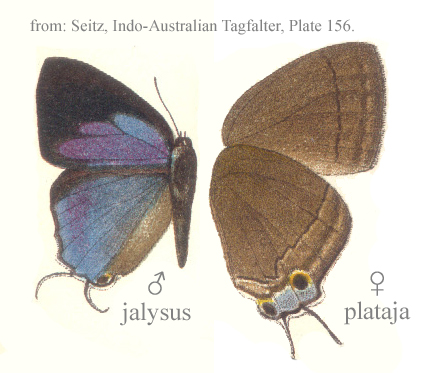
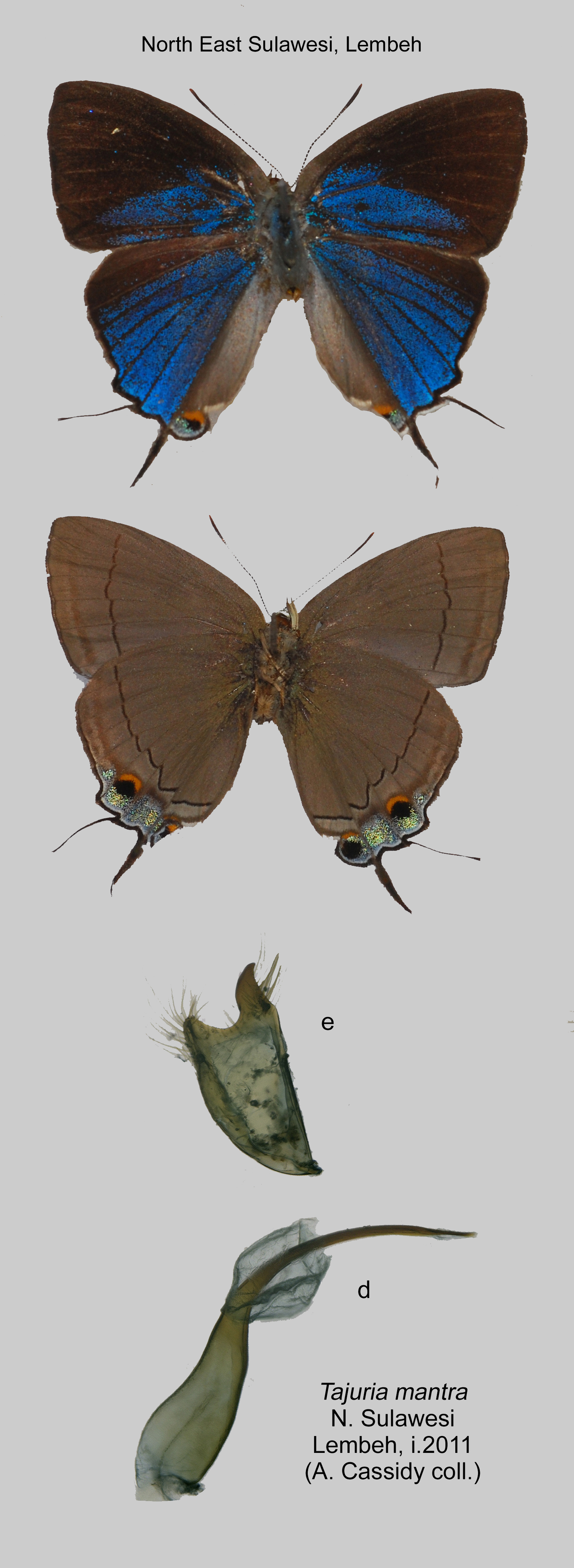
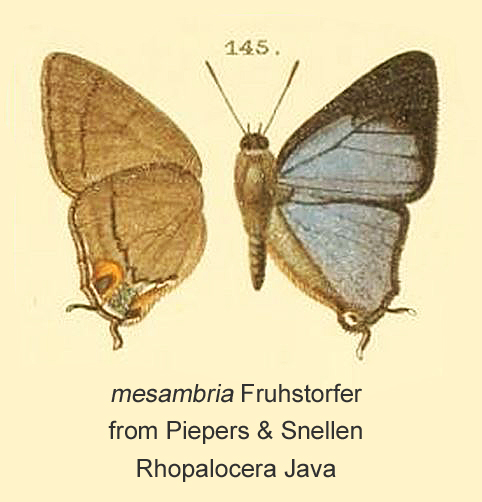
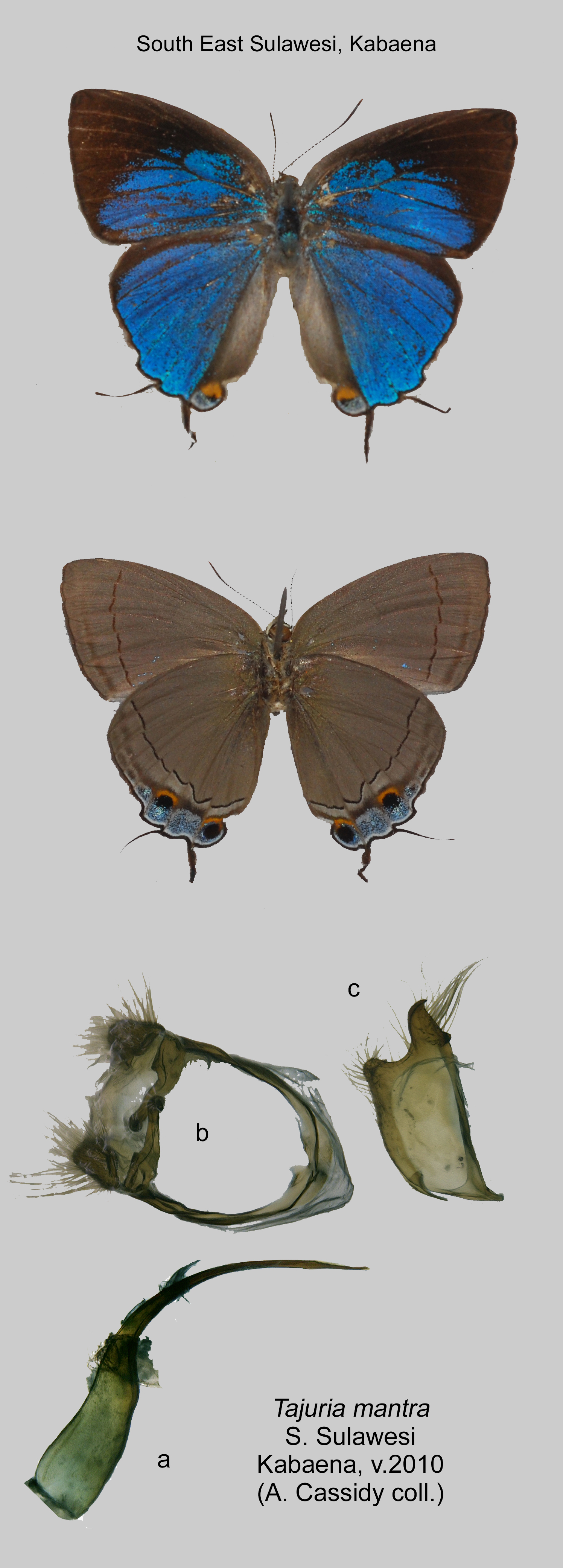
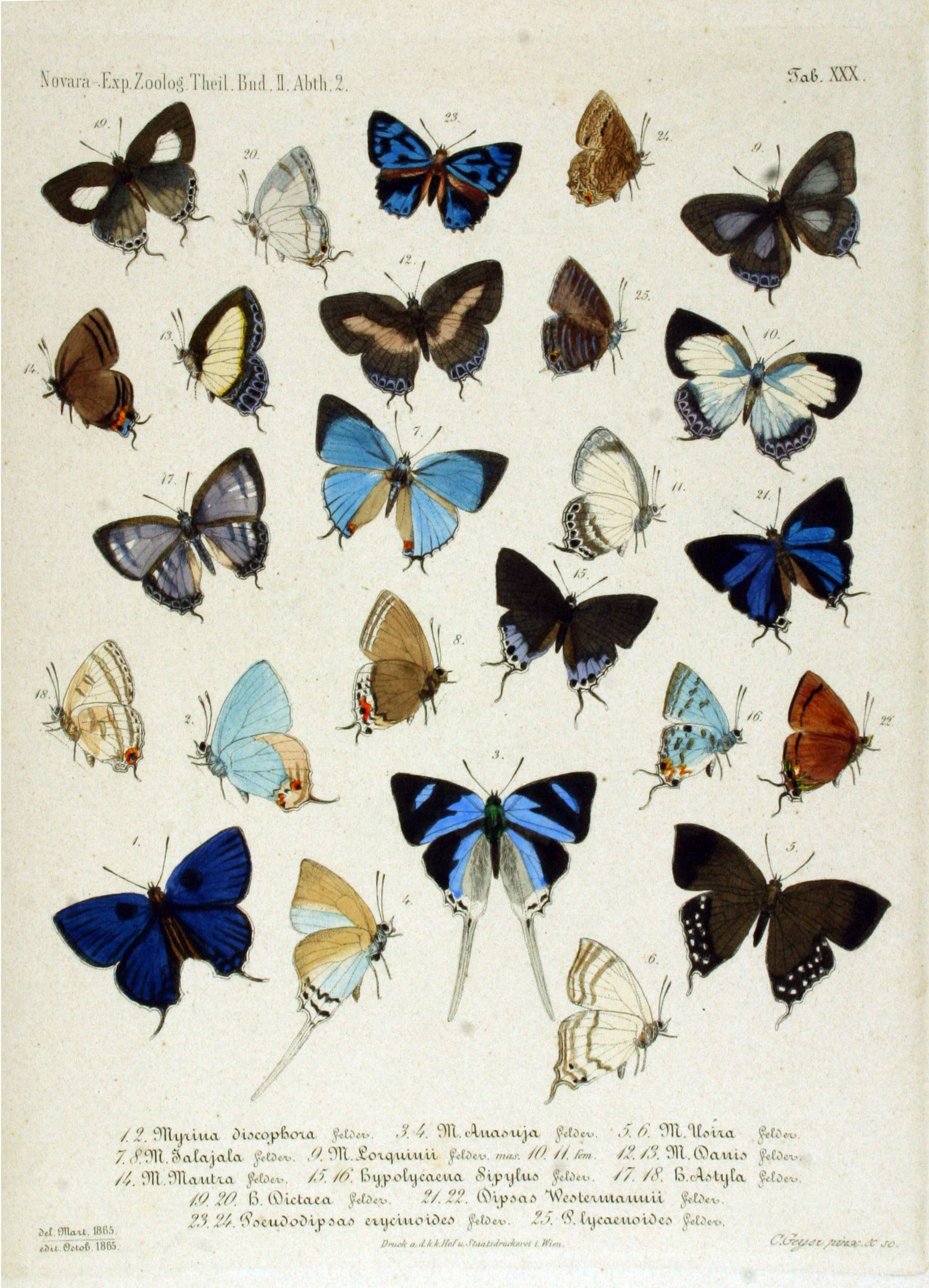